# Vittorio Raschèr
Vittorio Francesco Raschèr (Zurigo, 25 gennaio 1931 – Zurigo, 12 marzo 2012) è stato un linguista, filologo e direttore d'orchestra svizzero.

## Biografia
Vittorio Raschèr è cresciuto a Zurigo. I suoi genitori erano l'avvocato Otto Rascher e la musicista Giuseppina Cairati, figlia di Alfredo Cairati. Durante la scuola elementare di lingua italiana come studente privato di Fernando Schiavetti e gli anni del liceo, ha studiato pianoforte con il nonno Alfredo Cairati e nel 1953 ha conseguito il diploma di concerto presso il Conservatorio Giuseppe Verdi di Milano. Raschèr era sposato con Giustina Mezzacasa (* 6. Dicembre 1929 ian Piz, Sospirolo; † 1. gennaio 2025 a Zurigo). Dal matrimonio nascono tre figli: Andrea Raschèr (1961), Marco Raschèr (1962) e Luca Raschèr (1962).

### Studi sul romanismo
Raschèr ha conseguito il dottorato in studi romanzi nel 1962 presso l'Università di Zurigo l'Università di Zurigo con la dissertazione L'onomastica di Chironico del 500, 600 e 700 nello specchio del Martirologio e dell'Inventario Beni e Decime della parrocchia di S. Maurizio con Konrad Huber. Dal 1964 al 1996 ha diretto il Centro di ricerca per la storia e l'onomastica ticinese, un centro di ricerca per la storia e la toponomastica del Ticino presso l'Università di Zurigo, che ha pubblicato il Repertorio toponomastico ticinese, una raccolta per la conservazione e la pubblicazione del patrimonio dei toponimi del Canton Ticino. Raschèr ha inoltre fondato e diretto la collana Materiali e documenti ticinesi, in cui sono pubblicate le fonti scritte medievali provenienti dagli archivi delle valli di Leventina, Blenio e Riviera.
Nel 1992 Raschèr ottiene la cittadinanza onoraria dal Comune di Giornico in Ticino in riconoscimento delle sue attività scientifica e musicali.

### Musica
Raschèr ha studiato direzione d'orchestra con Erich Schmid presso l'Accademia di musica della città di Basilea e nel 1968 ha fondato la Camerata Stromentale Romanica di Zurigo, che ha diretto fino al 1998. Il compositore Renato Grisoni ha scritto il brano Kabbalah per quartetto di sassofoni e orchestra d'archi nel 1975 per conto di Raschèr, in vista della tournée europea del quartetto di sassofoni di Sigurd Rascher.

## Opere selezionate
- Repertorio Toponomastico Ticinese (RTT): I nomi di luogo dei communi del cantone Ticino (Faido, Torre, Comano, Vezio, Fusio, Preonzo, Avegno, Monte Carasso, Origlio, Balerna, Brè, Muzzano, Pura, Maggia, Canobbio, Moghegno, Onsernone, Biasca, Sonvico, Broglio, Orselina, Ronco sopra Ascona, Giornico, Caslano, Semione, Osogna, Solduno, Bodio, Menzonio, Gravesano, Mezzovico-Vira, Prato Leventina, Medeglia). Bellinzona 1982–2017 (come editore fino al 1996)
- Il centro di ricerca per la storia e l'onomastica ticinese dell'Università di Zurigo 1964-1989. In: Bollettino storico della Svizzera italiana. Vol.102 (1990) Vol.2, p. 93.
- Gastone Cambin: Le rotelle milanesi: Bottino della battaglia di Giornico 1478. In: Bollettino storico della Svizzera italiana. Vol.100 (1988) Vol.4, p. 155
- Un toponimo leventinese 'Löita'. In: Renato Martinioni, Vittorio Raschèr (ed. ): Problemi linguistici nel mondo alpino. Napoli 1983, p. 90
- Nomi femminili leventinesi del Duecento. In: Georges Güntert, Marc-René Jung, Kurt Ringger (ed.): Mélanges Reto Raduolf Bezzola. Berna 1978, p. 297
- Il Centro di ricerca per la storia e l'onomastica ticinese (CRT) dell'Universita du Zurigo e la sua rivista "Materiali e Documenti Ticinesi" (MDT). In: Scrinium. 1976, p. 227
- L'onomastica di Chironico del 500, 600 e 700 nello specchio del Martirologio e dell'Inventario Beni e Decime della parrocchia di S. Maurizio. Istituto grafico Gianni Casagrande, Bellinzona 1963
- Codici dell'archivio della chiesa di San Maurizio di Chironico. In: Archivio storico ticinese. 4 (1963), p. 699.[7]
- Passio beatissimi martyris tui Placiti (Dalpe, Archivio parrocchiale). In: Archivio storico ticinese. 1 (1960), p. 165.[8]
- con Renato Martinoni (ed. ): Problemi linguistici nel mondo alpino. Ticino - Grigioni - Italia. Atti del Convegno di studi in onore di Konrad Huber (Robiei, 4. - 5. Luglio 1981) (= Romanica Neapolitana. Vol.12). Liguori, Napoli 1983.[9]